# Ефект метелика (математика)

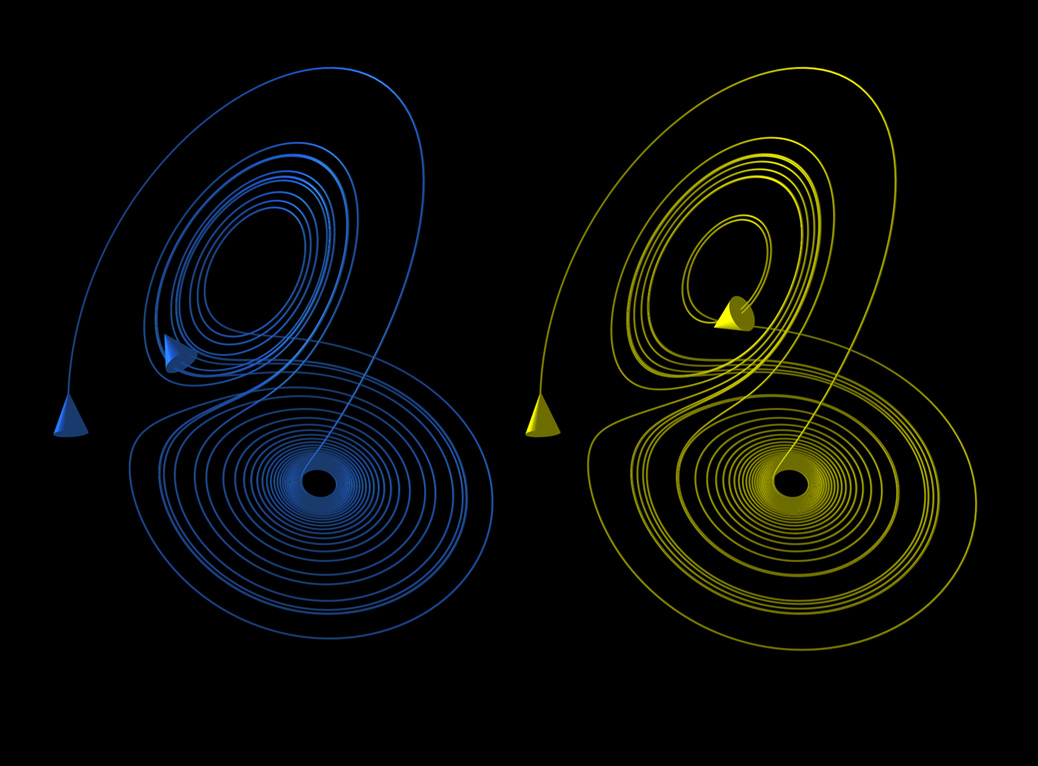
Дві криві показують траєкторії еволюції дивного атрактора Лоренца при дуже близьких початкових умовах. Кінцеві точки значно відрізняються.

Ефе́кт мете́лика — термін у теорії хаосу, що позначає властивість деяких систем. Застосовується до систем, що є детермінованими — тобто однакові початкові умови завжди призведуть до однакових траєкторій розвитку системи –, але при цьому якщо початкові умови хоча б трохи відрізняються, з часом різниця буде швидко наростати (зазвичай мова йде про експоненційно швидке зростання). Через те що вимірювання величин завжди містять похибку, це накладає фундаментальні обмеження на горизонт передбачення стану системи.
Термін був вперше використаний Едвардом Лоренцом в 1972 році, і був популяризованим Джеймсом Гліком у 1987.

## Історія терміну
Ідея про те, що дуже малі події можуть призвести до значних наслідків не нова: відомий з 17 століття вірш-приказка «Не було цвяха — підкова зникла, підкова зникла — кінь закульгав...» описує саме таку ситуацію. Проте, в науці ідеї Ньютона і Лапласа були популярні. Згідно них, світ є детермінованим, і досконально знаючи умови і закони розвитку системи, її майбутнє можна передбачити.
На початку 1960х Едвард Лоренц працював в Массачусетському технологічному інституті, і використовував університетський комп'ютер для симуляції метеорологічних моделей. Спочатку його моделі демонстрували періодичну поведінку — що не відповідало тому, як працює погода в реальному світі — але потім йому вдалося побудувати моделі у яких не було періодичності. В одному з експериментів він задав ті самі вхідні дані, але округлив значення одного з 12 вхідних параметрів, змінивши його менш ніж на 0,1 %. Результати прогнозу на два місяці вийшли абсолютно іншими. Лоренц зрозумів, що хаотична поведінка напряму пов'язана з такою залежністю від початкових умов.

Атрактор Лоренца

В 1963 році Лоренц опублікував статтю «Детермінований неперіодичний потік», де він проаналізував поведінку ще простішої системи, що мала лише три параметри — але демонструвала той самий хаотичний патерн. Його модель описувала конвекційну комірку, де газ або рідина нагрівалися знизу і охолоджувалися згори. Вона мала наступні параметри: X — параметр пов'язаний зі швидкістю обертання рідини в комірці, Y — різниця температур між вертикальними потоками що опускаються і підіймаються, Z — відхилення вертикального розподілу температур від лінійного. В підсумку він отримав просту систему диференціальних рівнянь:
{\displaystyle {\dot {X}}=-\sigma X+\sigma Y,}
{\displaystyle {\dot {Y}}=-XZ+\lambda X-Y,}
{\displaystyle {\dot {Z}}=XY-bZ,}
Ця система має два стабільних нетривіальних рішення, проте обидва вони є нестійкими, тому система не може прийти в них, хоча може наближатися до цих станів як завгодно близько. У тривимірному фазовому просторі цієї системи траєкторія її еволюції нагадує два диска, що нахилені під кутом один до одного — деякий час вона обертається навколо однієї точки, то наближаючись до неї, то віддаляючись, а в якийсь момент «перестрибує» і починає обертатися навколо другої точки. Ці два набори орбіт відповідають обертанню рідини в комірці за або проти годинникової стрілки. Така система зараз відома під назвою «атрактор Лоренца».
У іншій статті 1963 року Лоренц використав метафору (за його словами, він почув її від одного метеоролога, імені якого він не зміг згадати), згідно якої «помах крил чайки назавжди змінить всю майбутню погоду в світі». Пізніше, в 1972 році, він замінив чайку на метелика, і виніс цю метафору в назву доповіді, з якою він виступив на засіданні AAAS: «Передбачуваність: чи може помах крил метелика в Бразилії спричинити торнадо в Техасі?». Можливо, ідея використати метелика була підказана формою атрактора, що нагадує крила метелика.
У 1987 році фраза була використана в науково-популярному бестселері «Хаос: створення нової науки», і таким чином увійшла в масову культуру.
За 20 років до того як Лоренц використав її, у 1952 Рей Бредбері видав оповідання «Гуркіт грому», де герой випадково роздушив метелика під час туристичної подорожі в минуле машиною часу, що спричинило значні зміни в теперішньому. Через це іноді можна зустріти твердження, що саме Бредбері був автором терміну. Проте, за словами самого Лоренца, він не був знайомий з цим оповіданням.
Цікаво, що ще в 1898 році Вільям Франклін у рецензії на статтю про вплив на погоду малих пертурбацій використав дуже схожу метафору, проте з коником замість метелика. За його словами, довгострокові прогнози погоди неможливі, і навіть стрибок коника в Монтані може змусити шторм відбутися в Нью-Йорку замість Філадельфії.

## Значення
Статті Лоренца змінили погляд на передбачуваність як таку. Він показав, що навіть система що повністю детерміністична (що є справедливим для класичної фізики), тобто, зміни якої не випадкові, а цілковито залежать від її актуального стану, її динаміка "ефективно випадкова". Більш того, оскільки різниця між двома близькими станами зростає експоненційно в часі, ми не можемо кардинально змінити ситуацію збільшуючи точність вимірювання умов зараз. Наприклад, у випадку погоди горизонт планування приблизно дорівнює тижню — і навіть якщо ми розмістимо метеостанції через кожні кілька метрів по всій поверхні Землі, цього не вистачить щоб збільшити прогнозованість хоча б до двох тижнів. Ситуацію погіршує те, що, згідно деяких моделей, у малих об'ємах розбіжності наростають швидше ніж у великих — а тому навіть нескінченно маленькі (але не нульові) похибки вимірювань призведуть до скінченного горизонту прогнозування.
Аналіз гіперчутливості систем до початкових умов породив нову галузь науки — теорію хаосу, і дав поштовх розробці методів передбачення поведінки таких систем, таких як ансамблевий аналіз. Хоча роботи Лоренца початково стосувалися дисипативних систем — тобто таких, енергія яких з часом розсіюється, пізніше було з'ясовано що хаотична поведінка може мати місце і в системах де енергія зберігається. Також, більш зрозумілим стало значення нелінійності для цих систем. 
Різні автори використовують концепти теорії хаосу для пояснення таких феноменів як колапс хвильової функції, свідомість, свобода волі, переосмислення ідеї фізичних законів як таких.

## Приклади
- Погода — оригінальна система з якою працював Лоренц
- Подвійний маятник
- Три (або більше) тіла, зв'язаних гравітаційно.
  - Частковий випадок попереднього пункту: Сонячна система. Експерименти з симуляції майбутнього нашої планетної системи показують, що різниця в початковому положенні планет в кілька міліметрів може призвести до абсолютно різних сценаріїв розвитку. Наприклад, в деяких з них Меркурій може впасти на Сонце або зіткнутися з Венерою або Марс може бути викинутий у міжзоряний простір[7].
- Розповсюдження хвороб[8]
- Поява заторів у міському трафіку[9]

## В мистецтві
- Роман 11/22/63
- Фільм «Ефект метелика» та його продовження
- Містер Ніхто
- Зв'язок
- Біжи, Лоло, біжи

## Критика
Деякі вчені не люблять цей термін і вважають що він занадто спрощує реальність, через те що у масову свідомість він проник через книгу "Хаос: створення нової науки", а не через роботи Лоренца. Відповідь на питання сформульованого Лоренцом, "чи може помах крил метелика в Бразилії викликати торнадо в Техасі?", може бути негативною. Саме твердження що будь яке, як завгодно мале втручання матиме сильний вплив на майбутнє погоди стосується окремих математичних моделей, але не є доведеним для реального фізичного світу, і не всі метеорологи згодні з ним. Можливо, це стосується лише деяких змін, зроблених в точках біфуркації — «не всі метелики настільки впливові». Також, критики зазначають що Лоренц в першу чергу говорив про принципову неможливість довгострокового передбачення майбутнього, як би ми не уточнювали наші знання про систему, тоді як через цю метафору увага прикута до великих наслідків які викликані малими подіями.

## Інтернет-ресурси
- ЕФЕКТ МЕТЕЛИКА